# Tibro (commune)
La commune de Tibro est une commune suédoise du comté de Västra Götaland, peuplée d'environ 11 250 habitants (2020). Son chef-lieu se situe à Tibro.

## Localités principales
- Fagersanna
- Tibro